# Pleurothallidinae
Pleurothallidinae, podtribus kaćunovki, dio tribusa Epidendreae. Rod Pleurothallis po kojem je podtribus dobio ime, raširen je po Americi, od Meksika do sjeverne Argentine i Urugvaja.
Na popisu je 51 rod. Pripada mu preko 4 000 vrsta.

## Rodovi
Subtribus Pleurothallidinae Lindl. ex G. Don
1. Neocogniauxia Schltr. (2 spp.)
2. Dilomilis Raf. (5 spp.)
3. Tomzanonia Nir (1 sp.)
4. Brachionidium Lindl. (83 spp.)
5. Atopoglossum Luer (3 spp.)
6. Sansonia Chiron (2 spp.)
7. Madisonia Luer (8 spp.)
8. Octomeria R. Br. (144 spp.)
9. Dresslerella Luer (14 spp.)
10. Myoxanthus Poepp. & Endl. (53 spp.)
11. Echinosepala Pridgeon & M. W. Chase (18 spp.)
12. Pupulinia Karremans & Bogarín (1 sp.)
13. Restrepiella Garay & Dunst. (3 spp.)
14. Barbosella Schltr. (19 spp.)
15. Restrepia Kunth (69 spp.)
16. Pleurothallopsis Porto & Brade (20 spp.)
17. Chamelophyton Garay (1 sp.)
18. Acianthera Scheidw. (305 spp.)
19. Lankesteriana Karremans (25 spp.)
20. Zootrophion Luer (34 spp.)
21. Trichosalpinx Luer (29 spp.)
22. Karma Karremans (73 spp.)
23. Pseudolepanthes (Luer) Archila (10 spp.)
24. Pendusalpinx Karremans & Mel. Fernández (7 spp.)
25. Opilionanthe Karremans & Bogarín (2 spp.)
26. Gravendeelia Bogarín & Karremans (1 sp.)
27. Stellamaris Mel. Fernández & Bogarín (1 sp.)
28. Anathallis Barb. Rodr. (128 spp.)
29. Lepanthopsis (Cogn.) Ames (50 spp.)
30. Lepanthes Sw. (1193 spp.)
31. Draconanthes (Luer) Luer (7 spp.)
32. Frondaria Luer (2 spp.)
33. Trisetella Luer (29 spp.)
34. Dracula Luer (144 spp.)
35. Porroglossum Schltr. (56 spp.)
36. Masdevallia Ruiz & Pav. (637 spp.)
37. Diodonopsis Pridgeon & M. W. Chase (6 spp.)
38. Phloeophila Hoehne & Schltr. (6 spp.)
39. Luerella Braas (1 sp.)
40. Ophidion Luer (17 spp.)
41. Andinia (Luer) Luer (83 spp.)
42. Dryadella Luer (54 spp.)
43. Specklinia Lindl. (109 spp.)
44. Andreettaea Luer (59 spp.)
45. Scaphosepalum Pfitzer (59 spp.)
46. Platystele Schltr. (124 spp.)
47. Teagueia (Luer) Luer (18 spp.)
48. Stelis Sw. (1315 spp.)
49. Pleurothallis R. Br. (572 spp.)
50. Pabstiella Brieger & Senghas (136 spp.)